# Opération Blackstone

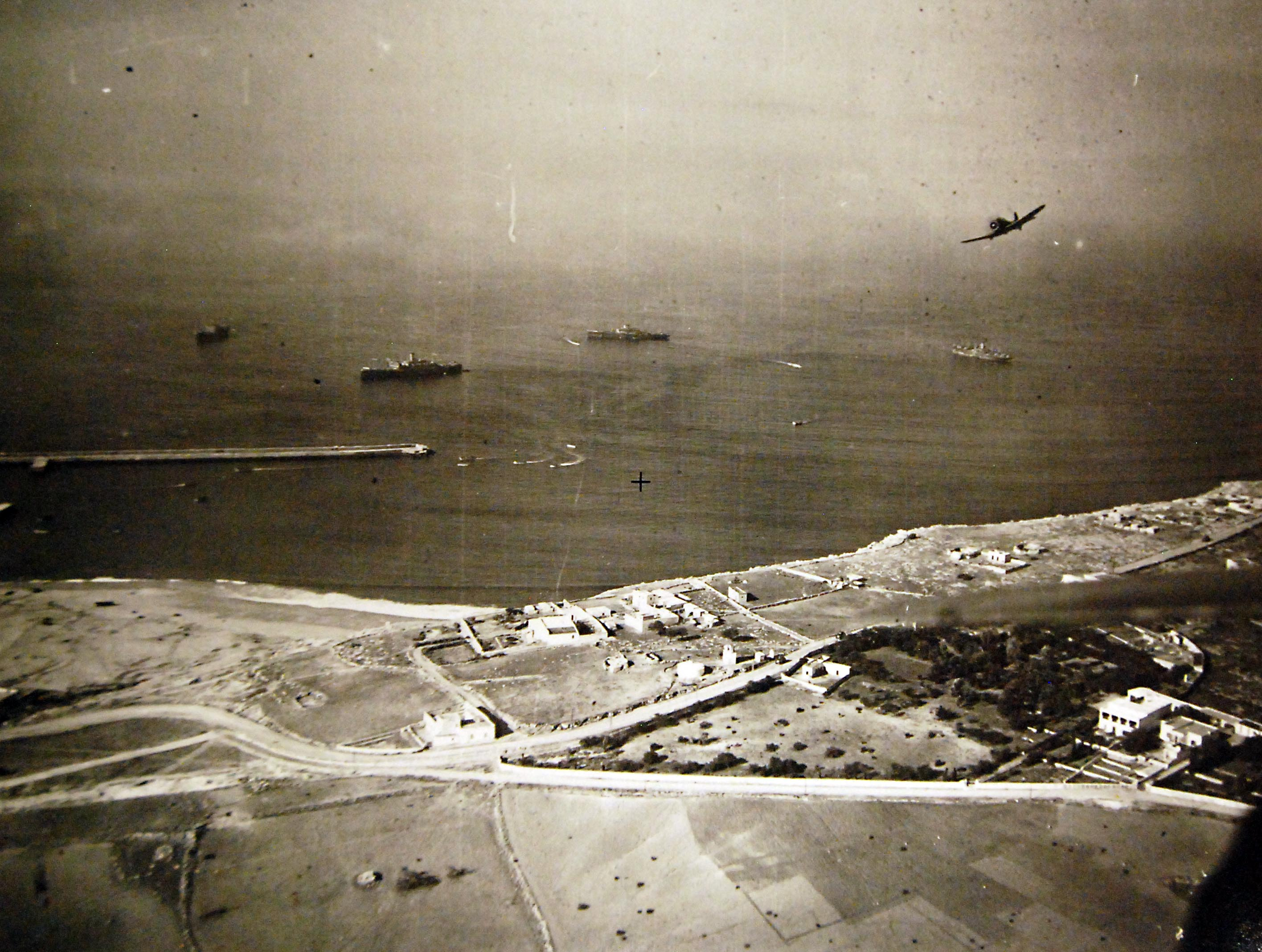
Les transports américains et les barges de débarquement terminent leurs opérations à Safi. Un SBD Dauntless peut être vu en haut à droite. Photographie de la marine américaine, publiée le 1er décembre 1942.

Campagne d'Afrique du Nord de la Seconde Guerre mondiale
Batailles
Guerre du Désert
- Invasion de l'Égypte
- Compass (Fort Capuzzo
- Nibeiwa
- Sidi Barrani
- Bardia
- Tobrouk (1941)
- Mechili
- Beda Fomm)
- Koufra
- Siège de Giarabub
- Sonnenblume
- El Agheila (1941)
- Siège de Tobrouk (Raid sur Bardia
- Raid Twin Pimples)
- Skorpion
- Brevity
- Battleaxe
- Crusader (Flipper
- Bir el Gubi (novembre 1941)
- Point 175
- Bir el Gubi (décembre 1941))
- Fort Lamy
- Gazala (Bir Hakeim
- Tobrouk (1942))
- Mersa Matruh
- El Alamein (juillet 1942) (Raid sur l'aérodrome de Sidi Haneish)
- Alam el Halfa
- Agreement (Caravan)
- Bertram
- Braganza
- El Alamein (octobre 1942) (Avant-poste Snipe)
- El Agheila (1942)

Débarquement allié en Afrique du Nord
- Blackstone
- Casablanca
- Reservist
- Terminal
- Port Lyautey
- Brushwood

Campagne de Tunisie
- Course pour Tunis
- Ligne Mareth
- Sidi Bouzid
- Kasserine
- Sejnane
- Ochsenkopf
- Capri
- Ksar Ghilane
- Pugilist
- El Guettar
- Wadi Akarit
- Longstop Hill
- Hill 609
- Vulcan
- Flax
- Retribution
- Strike

L'opération  Blackstone est une mission faisant partie de l'opération Torch, le débarquement allié en Afrique du Nord pendant la Seconde Guerre mondiale. L'opération avait pour objectif de débarquer les troupes amphibies américaines et de capturer le port français de Safi au Maroc français. Les débarquements ont été effectués par le 47e régiment d'infanterie (en) de l'armée américaine et ont eu lieu le matin du 8 novembre 1942 dans le cadre d'une opération plus vaste visant à capturer Casablanca.

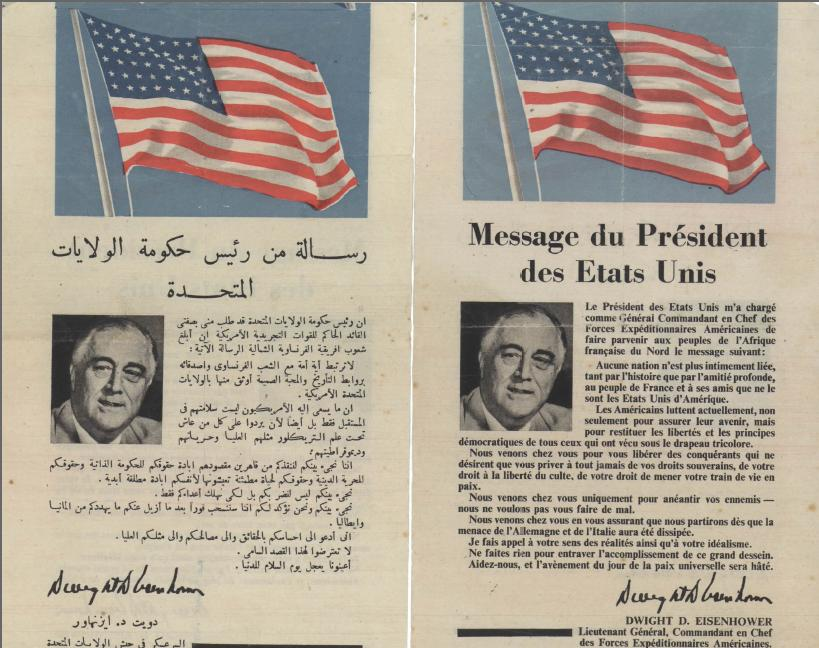
Tract envoyé des airs par les forces alliées, écrit en arabe et en français. Il exhorte la population à participer à l'action des forces alliées.

Les débarquements de destroyers convertis ont été pour la plupart réussis. Ils ont d'abord été menés sans tir de couverture, espérant une résistance infime de la part des Français. Cependant, ceux-ci ouvrirent le feu avec leurs batteries côtières, provoquant une riposte de la flotte. Lorsque le commandant du général Ernest N. Harmon arriva dans la zone, des tireurs d'élite français avaient épinglé les troupes d'assaut (dont la plupart effectuant leur baptême du feu) sur les plages. La plupart des débarquements eurent lieu en retard ; l'appui aérien des porte-avions détruisit un convoi français de camions destinés à renforcer les défenses.
Safi se rendit dans l'après-midi du 8 novembre, mais une résistance sporadique se poursuivit jusqu'au 10 novembre, date à laquelle les défenseurs restants furent immobilisés et le gros des forces d'Harm se précipita pour rejoindre le siège de Casablanca,.